# 拉都会堂

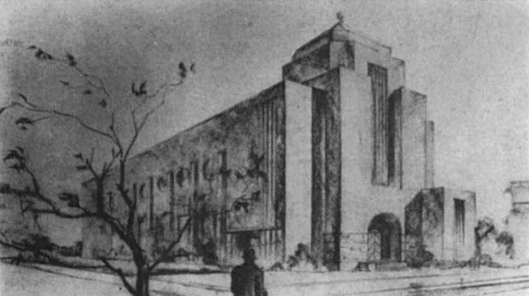
1937年发表的拉都会堂草图

拉都会堂是中国上海历史上的一座大型犹太会堂，位于徐汇区襄阳南路。

## 历史
拉都会堂是阿什肯纳兹犹太人的犹太会堂。1930年代，进入上海的阿什肯纳兹犹太人人数猛增，位于虹口的摩西会堂无法容纳，于是他们集资在上海法租界的拉都路（今襄阳南路）102号兴建新会堂，对着环龙路（南昌路）西口。新会堂在1941年逾越节前建成，可以容纳1000人。上海犹太宗教公会也从摩西会堂迁来。    
同年12月8日，太平洋战争爆发，日军占用了拉都会堂。1945年日本战败后拉都会堂恢复。到1965年，上海犹太人大多定居以色列等地，拉都会堂关闭。这是上海最后一个关闭的犹太会堂。
此后，拉都会堂用作上海教育学院礼堂，正门设在淮海中路1045号。1990年代，拉都会堂在城市改造中被拆除。